# Distrito de Katsuta
El distrito de Katsuta (勝田郡 Katsuta-gun?) es un distrito localizado en la prefectura de Okayama, Japón. En junio de 2019 tenía una población estimada de 16.536 habitantes y una densidad de población de 134 personas por km². Su área total es de 123,57 km².

## Localidades
- Nagi
- Shōō